# المسجد الجامع يوكوهاما
المسجد الجامع يوكوهاما هو المسجد الوحيد الذي يقع في مدينة يوكوهاما التابعة لمحافظة كاناغاوا في اليابان.

## التاريخ
أنشأ المسجد الجامع يوكوهاما في شهر ديسمبر من عام 2006، مسجد يقديم مكان للمسلمين لأداء الصلوات اليومية، وبالإضافة إلى ذلك يوفر المسجد دروس تعليمية للأطفال وبرامج المرأة ويستضيف الأحداث الموسمية، يحوي المسجد على مداخل قائم على الفصل بين الجنسين وغرف مجهزة مع مطبخ، وهناك نوعان من مناطق وقوف السيارات المخصصة للمسجد خلال النهار، وهناك موقف للسيارات في المصنع المجاور للمسجد متاح في المساء وبعض أيام العطل، المسجد قادر على استيعاب ما يقرب من 15 سيارة، المسجد مفتوح عموما خلال النهار.

## وصلات خارجية
- الموقع الرسمي للمسجد الجامع يوكوهاما